# Tetrastichus absintium
Tetrastichus absintium är en stekelart som beskrevs av Kostjukov 1978. Tetrastichus absintium ingår i släktet Tetrastichus och familjen finglanssteklar. Inga underarter finns listade i Catalogue of Life.